# Nero veneziano
Pour plus de détails, voir Fiche technique et Distribution.
Nero veneziano est un film d'épouvante italien réalisé par Ugo Liberatore et sorti en 1978.

## Synopsis
Christine et son frère aveugle Mark vivent à Venise. Tous deux, restés sans parents, vivent des expériences terribles - visions, morts, accouplements démoniaques - auxquelles Mark, qui recouvre la vue, tente en vain de résister. 

## Fiche technique
- Titre original italien : Nero veneziano[1],[2]
- Réalisateur : Ugo Liberatore
- Scénario : Ugo Liberatore, Roberto Gandus, Ottavio Alessi, Mimmo Rafele (it)
- Photographie : Alfio Contini
- Montage : Alberto Gallitti
- Musique : Pino Donaggio
- Effets spéciaux : Germano Natali
- Décors : Sergio Canevari
- Costumes : Silvio Betti
- Maquillage : Manlio Rocchetti
- Production : Luigi Borghese
- Sociétés de production : 3B Produzioni Cinematografiche
- Société de distribution : Medusa Distribuzione (Italie)
- Pays de production :  Italie
- Langue originale : italien
- Format : Couleurs par Telecolor - 1,85:1 - Son mono
- Durée : 95 minutes
- Genre : Film d'épouvante
- Dates de sortie :
  - Italie : 18 février 1978

## Distribution
- Renato Cestiè : Mark
- Rena Niehaus : Christine
- Yorgo Voyagis : Dan
- Fabio Gamma : Giorgio
- José Quaglio : Père Stefani
- Ely Galleani : l'amie de Christine
- Angela Covello : l'amie de Christine
- Lorraine De Selle : l'amie de Christine
- Florence Barnes : l'amie de Christine
- Olga Karlatos : Madeleine Winters, la tante de Mark et Christine, la mère de Vicky et l'hôtesse du bateau à moteur.
- Bettine Milne : la grand-mère de Mark et Christine.
- Tom Felleghy : Martin Winters, oncle de Mark et Christine
- Linda Larsen
- Jacqueline Kluger :
- Francesca Bosco :
- Tiziana Cipelletti :
- Gloria Bozzola : Vicky
- Renzo Martini :